# 奇巌城の冒険
『奇巌城の冒険』（きがんじょうのぼうけん）は、1966年（昭和41年）4月28日に公開された東宝・三船プロダクション制作の映画。総天然色、シネマスコープ（東宝スコープ）。監督は谷口千吉、主演は三船敏郎。
併映は「駅前シリーズ」の一本である『喜劇 駅前漫画』（東京映画作品、監督：佐伯幸三）。

## 概要
1963年に公開された『大盗賊』の路線を受け継いだ冒険映画。主要なスタッフ・キャストも『大盗賊』と共通している。
太宰治の小説『走れメロス』をストーリーの原案とし、多摩市桜ヶ丘に1万5千平方メートルの広大なオープンセットを建て、イランのイスファファンでのロケーションを敢行して製作された。
一部にはミニチュアセットも用いられているが、クレジットされている特撮スタッフは合成担当のみである。

## ストーリー
日本に持ち帰るための仏舎利を探して旅する僧侶・円斉は、奴隷として売られていた大男・大角と出会い、ともにタクラマカン砂漠を旅することになった。
円斉と大角は盗賊団に襲われたウイグル人商人のキャラバンとともに竜巻に救われ、逃げ込んだ窟寺で円斉は探していた仏舎利を手にする。仏舎利を日本に送るべくコータンへ向かう円斉と大角は、まず人間不信の王が支配するペシルに入る。王の命令で円斉は捕らえられてしまい、かろうじて逃げ延びた大角は正義感から捕らえられた円斎たちを救うべく城に潜入する。大角は城の中で一癖ありそうな王の家臣たちの中に砂漠で出会った盗賊団の首領ゴルジャカを見つけるが、大角も捕らわれてしまい、王から火あぶりの刑を宣告される。大角は日本に送る仏舎利をコータンに届けるため、刑の執行を3日間延期してくれと訴える。約束の日までに大角がペシルに戻らなければ円斉を代わりに処刑するとの条件で、王は延期を認める。
大角は仏舎利を留学生の弟に託すが、ペシルに戻る最中にゴルジャカの盗賊団に襲われ、谷底に落ちてしまう。約束の日の昼近く、円斉の処刑の準備ができたころに大角は瀕死の状態で城に戻って来た。ペシルの人々は大角の勇気を讃え、守ろうとする。王もまた大角の献身に心を動かされ、また人間を信じるようになる。

## キャスト
- 三船敏郎：大角[4][8]
- 中丸忠雄：円斉[4]（円済[8]）
- 有島一郎：酔仙道人[4][8]
- 三橋達也：王[4][8]
- 白川由美：王妃イザート[8]
- 佐藤允：ゴルジャカ[8]（盗賊団団長）
- 平田昭彦：宰相[4][8]
- 若林映子：スプリヤ（宰相の娘）[4][8]
- 大木正司：スンダラ
- 天本英世：不知火のおばば[4]
- 田崎潤：隊商宿亭主[8]
- 浜美枝：クレーヤ[4][8]（隊商宿亭主の娘）
- 黒沢年男：大角の弟
- 高田稔：コータンの老王
- 堺左千夫：キャラバンの案内人
- 黒部進：武官長
- 春日章良：宦官長
- 石田茂樹：司祭長
- 長谷川弘：衛兵長
- 桜井浩子：侍女[14]
- 沢村いき雄：奴隷商人

## スタッフ
- 監督：谷口千吉
- 製作：田中友幸
- 製作補：根津博
- 脚本：馬淵薫
  - 太宰治『走れメロス』より
- 撮影：山田一夫
- 美術：植田寛
- 録音：西川善男
- 照明：森弘光
- 監督助手：竹林進
- 編集：黒岩義民
- 音楽：伊福部昭
- 整音：下永尚
- 合成：三瓶一信
- 衣裳デザイン：真木小太郎
- 製作担当者：江口英彦
- 殺陣：久世竜

## その他
- 特撮テレビドラマ『ウルトラマン』第7話「バラージの青い石」は、本作品のオープンセットを借りて撮影された[出典 8]。
- 伊福部昭が東宝特撮映画の音楽を再構成した管弦楽曲『SF交響ファンタジー第2番』の冒頭で、伊福部が当初構想していた『キングコングの逆襲』のモンド島のイメージと差し変わる形で本作品の楽曲が使われている。オーケストラ用に編曲されているため、劇中の印象とはやや異なる。
- 伊福部は本作品と並行して大映の映画『大魔神』でも音楽を担当しており、本作品の録音作業を途中で切り上げて同作品のために大映京都撮影所へ向かった[15]。伊福部は、双方のスタッフがどちらも相手側の作品タイトルを小馬鹿にしていたことを述懐している[15]。

## 映像ソフト
- LD 品番：TLL2240[13]
- 2015年7月15日には、「東宝DVD名作セレクション」の1つとしてDVD化された。品番：TDV25251D[16]。